# Universitat París 8. Vincennes - Saint-Denis
La Universitat París 8 (en francès: Université Paris 8, també anomenada Université des créations) és una universitat francesa localitzada a Saint-Denis i fundada oficialment el 1971. Hereva del Centre universitaire de Vincennes, establerta per iniciativa del ministre Edgar Faure per ser focus d'innovació oberta al món contemporani, es va crear l'1 de desembre de 1968, i hi estigueren involucrades moltes personalitats, incloent Gilles Deleuze, Hélène Cixous, André Miquel i Jean-François Lyotard.
La universitat compta des de 1998 amb l'estació Saint-Denis - Université, de la línia 13 del metro del Gran París.
Universitat especialitzada en les ciències de la cultura, acull més de 22.000 estudiants. Hi treballen prop de 900 professors-investigadors i 700 empleats administratius. També hi ha 33 equips de recerca, 8 dels quals estan associats amb el CNRS, 4 escoles de doctorat, 1 Idefi (Creatic) i 1 LabEx (Arts-H2H). Des del 2014 és membre de la comunitat d'institucions de la Université Paris Lumière i és membre fundador del Campus Condorcet (ciutat d'humanitats i ciències socials), un projecte iniciat l'any 2008. També té campus a Montreuil i a Tremblay-en-France.

## Història de la universitat

### Vincennes
Fundada el 1969, la Universitat París 8 deriva directament d'un dels tres «centres universitaris experimentals» creats a finals de 1968, específicament del que va ser establert en el bosc de Vincennes, en els límits amb el municipi de París.
Els «centres universitaris experimentals» van ser proposats pel ministre Edgar Faure. El projecte va prosperar tant per l'interès del govern del president francès Charles de Gaulle d'allunyar els estudiants del centre de París, als quals es considerava una amenaça després del moviment estudiantil de maig de 1968, com per reptar-los a assolir les seves aspiracions amb l'oferiment d'una facultat dotada d'una autonomia educativa i financera molt àmplia. Les obres de la Facultat de Vincennes van començar a la tardor de 1968 i s'hi van rebre els seus primers estudiants el 1969.
El centre universitari va començar a ser gestionat a través de comissions polítiques i obertes integrades per professors i estudiants, amb l'objectiu que l'administració del centre educatiu fes part a tothom de les decisions internes. Un dels eixos crítics en què es va enfocar la institució va ser el qüestionament de la pedagogia tradicional universitària, el qual integrava la posició de l'ensenyant en la construcció del saber. Personatges com Alain Badiou, Jacques Derrida, Michel Foucault i Georges Canguillem van participar en l'orientació ideològica del centre experimental, on s'ensenyava psicoanàlisi, lingüística, cinema, teatre, urbanisme i ciències de l'educació, temes que no es trobaven a cap universitat francesa del moment.
El Centre Experimental de Vincennes revisà les relacions tradicionals entre professors i estudiants, però també entre la universitat i el món exterior: la universitat permetia la inscripció de les persones que desitgessin integrar-s'hi, independentment del seu grau d'escolaritat o situació i, així, era oberta a no diplomats i a estrangers. També es construïa un model pedagògic enfocat en la interdisciplinarietat. La facultat de Vincennes estava molt polititzada, per la qual cosa experts com el sociòleg Charles Soulié atribueix a aquest fet l'origen de l'expressió «Vincennes, c’est pour les emmerdeurs» (Vincennes és per als esvalotadors) pronunciada pel general De Gaulle.

### Saint-Denis
Les sospites sobre les intencions del govern francès d'allunyar els estudiants universitaris del centre de París es confirmen en l'ordre de trasllat de la facultat a Saint-Denis el 1980 i la destrucció total del campus en el bosc de Vincennes, una iniciativa de Jacques Chirac, alcalde de París. La decisió es va prendre contra la voluntat de professors i estudiants, que s'hi van enfrontar durant quatre anys. Amb aquest trasllat, el «Centre Universitari Experimental de Vincennes» prendria el nom d'Universitat París 8.

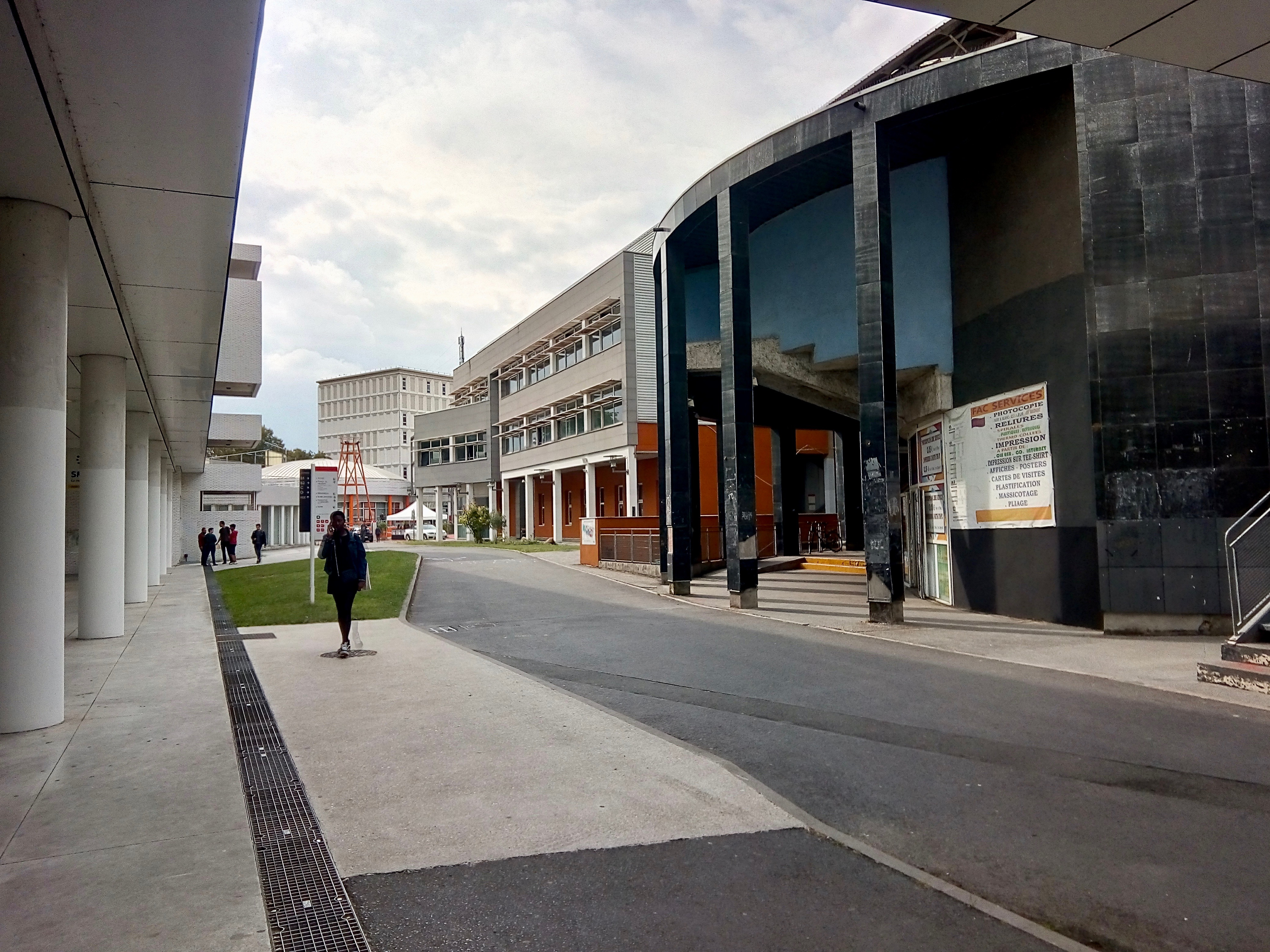
Interior del campus de la Universitat París 8 (2018)

La Universitat París 8 es guanyarà la reputació de «la universitat més estrangera de França» per l'acolliment de professors estrangers en situació de dificultat per motius polítics als seus països d'origen, així com pel fet d'estar integrada per un gran nombre d'estudiants de tot arreu del món. El sociòleg Eric Fassin, professor dins de la institució, ha expressat: «No és París 8 la que imposa la qüestió post-colonial a França. És una realitat sociològica que es destaca com un tema militant per a molts estudiants.»

## Formació i recerca
La Universitat de París 8 ofereix molts graus, organitzats segons l'esquema LMD: 6 DUT (diploma universitari tècnic), 22 llicenciatures, 11 llicenciatures tècniques, 36 màsters i 49 doctorats.

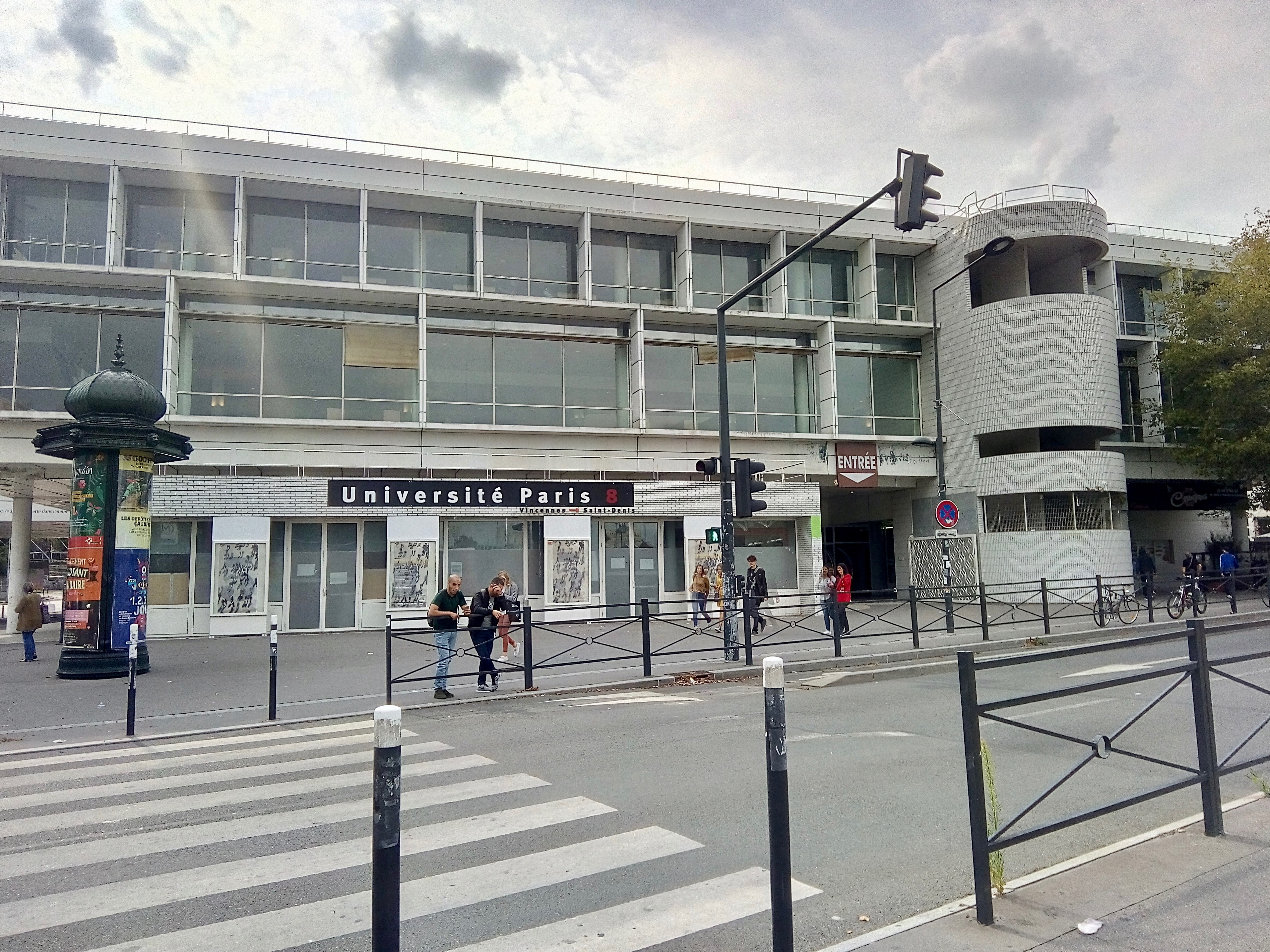
Exterior de la Universitat París 8 (2018)

El 2009, de 13 universitats comparades pel diari La tribune i l'Agència per a l'Avaluació de la Recerca i l'Educació Superior (AÉRES), París 8 va ser classificada entre les sis primeres per l'oferta de formació en llicenciatura. Per Màsters, es va classificar en el lloc 24 de 49.
La Universitat de París VIII es dedica principalment a les humanitats i les ciències socials, les lletres i els idiomes. En el passat, a causa de les posicions poc convencionals adoptades pels professors universitaris, alguns departaments han estat estigmatitzats, mentre que uns altres han estat elogiats. Com la llar del postmodernisme en filosofia i precursor de les arts tecnològiques, Paris 8 ha estat capaç d'innovar en molts camps, especialment per la seva capacitat de reunir disciplines molt diferents. Per tant, en el camp de les ciències de la informació i la comunicació, la UFR de "Cultura i Comunicació" ofereix la major llicenciatura en "Informació i Comunicació" de Île-de-France. Així també el departament d'intel·ligència artificial està a l'avantguarda i el departament ACARONI ("Microcomputadora i màquines integrades") va guanyar la famosa copa robòtica I = M6 el 1994. Entre els avantatges que ofereix, la Universitat Paris 8 és una de les poques institucions que imparteix a França cursos d'Estudis de la dona o cursos en amazic, bretó, basc o quitxua i nàhuatl.

### Relacions internacionals
Creat el 1987, el Servei de Relacions i Cooperació Internacional de la Comunitat (SERCI) va ser el primer servei de relacions internacionals desenvolupat en una universitat francesa. S'ocupa d'uns 400 estudiants que venen a París 8 i al voltant de 250 que surten de París 8 per als intercanvis interuniversitaris.

## Gestió i mitjans

### Pressupost
El 2015, el Ministeri va assignar 116 milions al pressupost de la Universitat París 8, inclosos 111 milions d'euros en despeses de personal i 5 milions d'euros en despeses de funcionament. En comparació, el pressupost de la universitat veïna Paris XIII era de 141 milions d'euros i el de París X, de 160 milions d'euros.
El 2009, el Ministeri va invertir en els actius de la universitat: la rehabilitació de la IUT Montreuil (cost de l'operació de 19,6  milions d'euros, inclosos 9,8 milions d'euros finançats per l'Estat); Casa de les ciències de l'home i la plataforma "Arts, ciències i tecnologies" (cost de l'operació de 20 milions d'euros, 10 milions dels quals van ser finançats per l'Estat), en comú amb la Universitat Paris XIII; Pla Campus Condorcet (450 milions d'euros, dels quals 1 milió d'euros pagats en efectiu per a estudis).
L'AEREES va assenyalar en el seu informe de 2009 que el pressupost assignat a la seguretat de la institució és important, tant com el de la recerca.

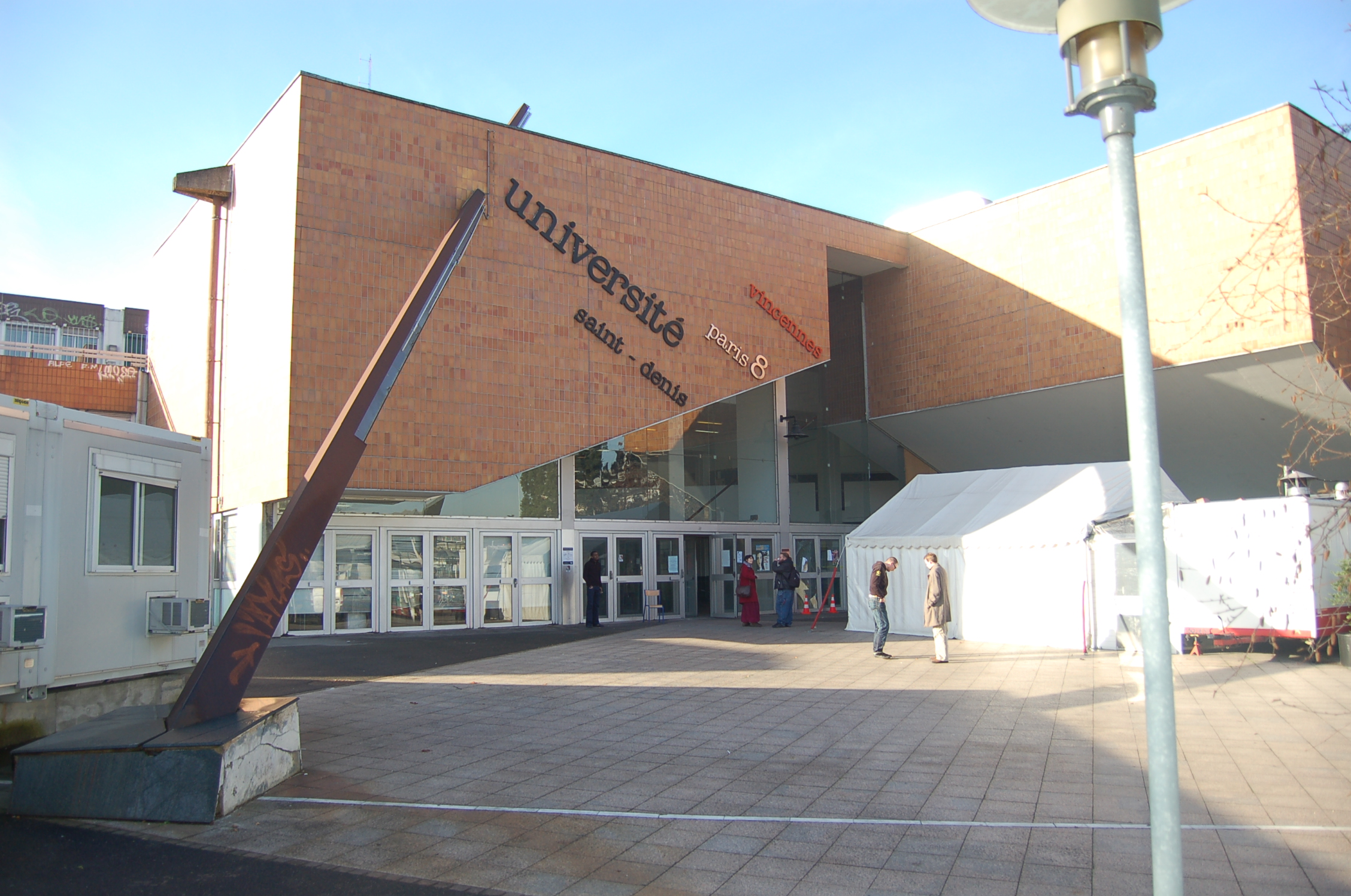
Entrada de la universitat entre 1981 i 1998.

### Patrimoni immobiliari
La universitat és petita: té una superfície d'aproximadament 80.000 metres quadrats, dels quals el 82% és l'únic recinte central. En relació al nombre d'estudiants, aquesta àrea és molt petita: 3,4 metres quadrats per estudiant, en comparació als 9,9 de la mitjana nacional.

### Rectors de la universitat
- 1971 (març-juny): Michel Beaud
- 1971-1976: Claude Frioux
- 1976-1980: Pierre Merlin
- 1981-1987: Claude Frioux
- 1987-1991: Francine Demichel
- 1991-1996: Irène Sokologorsky
- 1997-2000: Renaud Fabre
- 2001-2006: Pierre Lunel
- 2006-2012: Pascal Binczak
- 2012-2016: Danielle Tartakowsky
- 2016-2020: Annick Allaigre[13]

### Vicerectors
La universitat compta amb cinc vicerectors:
- Vicerector del consell d'administració.
- Vicerector de la comissió de recerca
- Vicerector de la comissió de formació i de la vida universitària.
- Vicerector de les relacions internacionals.
- Vicerector estudiantil.[14]

## Facultats, instituts, escoles

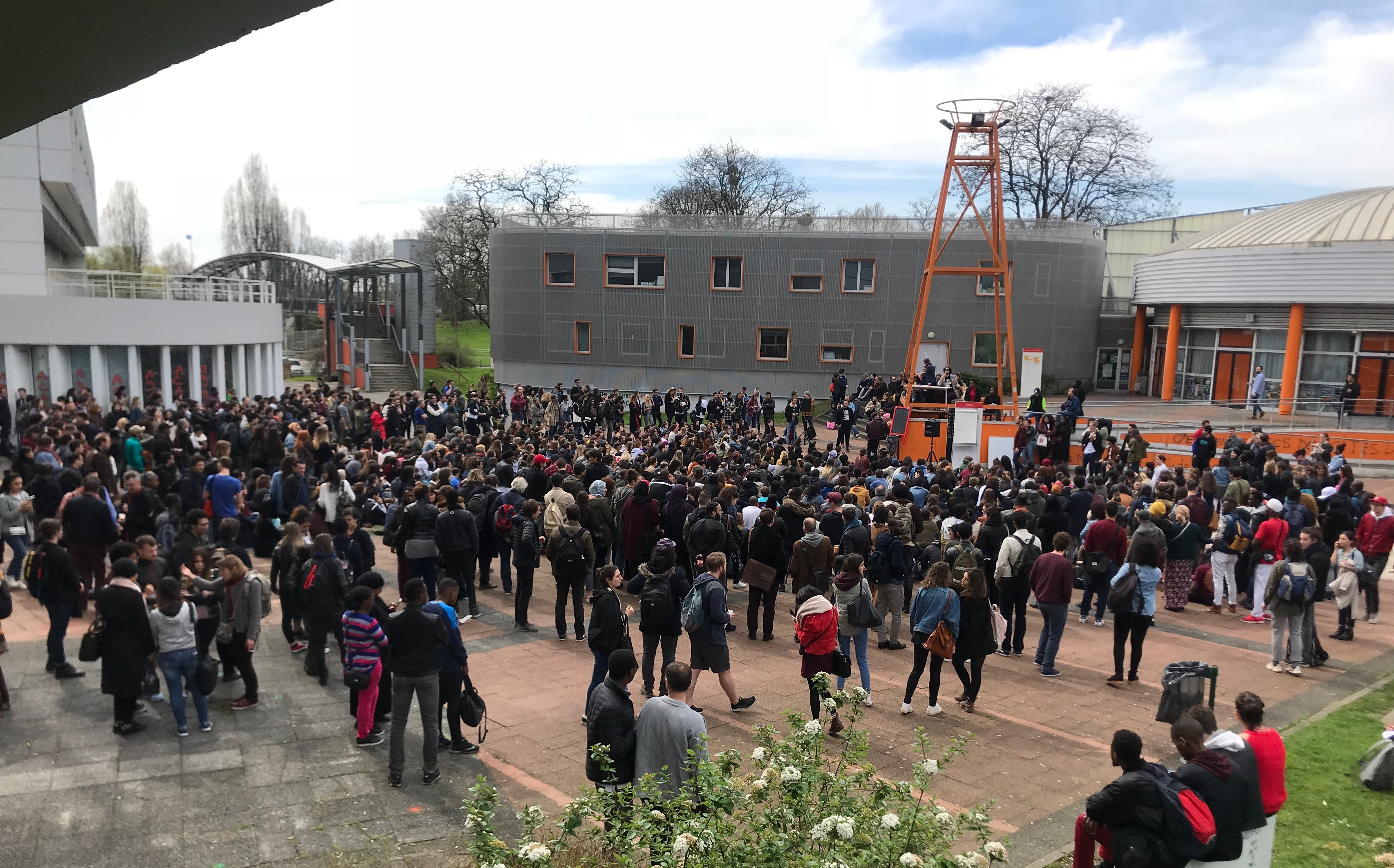
Assemblea General a la Universitat de París 8, 11 d'abril de 2018.

### Unitats de formació i recerca (UFR)
- UFR AÉ - ÉG (Administració, Economia, Gestió)

- UFR ARTS
- UFR CC (Culture i comucació)
- UFR Dret
- UFR LLCER - LÉA Llengües i cultures estrangeres
- CDL (Centre d'idiomes)
- UFR Matemàtiques, Informàtica, Tecnologies, Ciències de la Informació i la Comunicació (MITSIC)
- UFR Psicologia
- UFR SÉPF Ciències de l'Educació, Psicoanàlisi i Com / Francès com a Llengua Estrangera
- UFR Ciències del llenguatge (SDL)
- UFR ériTES (estudis, recerca i enginyeria en territoris - entorns - empreses)
- UFR Textos i Empreses[15]

### Instituts
- Institut d'Educació a Distància (IED)
- Institut d'Estudis Europeus (IEE)
- Institut Francès de Geopolítica (IFG)

### Instituts universitaris de tecnologia
- IUT de Montreuil
- IUT de Tremblay-en-France

### Escoles doctorals
- Cognició, llengua, interacció
- Estètica, ciències i tecnologies de les arts
- Pràctiques i teories del sentit
- Ciències socials[14]

## Personalitats vinculades

### Antics estudiants destacats

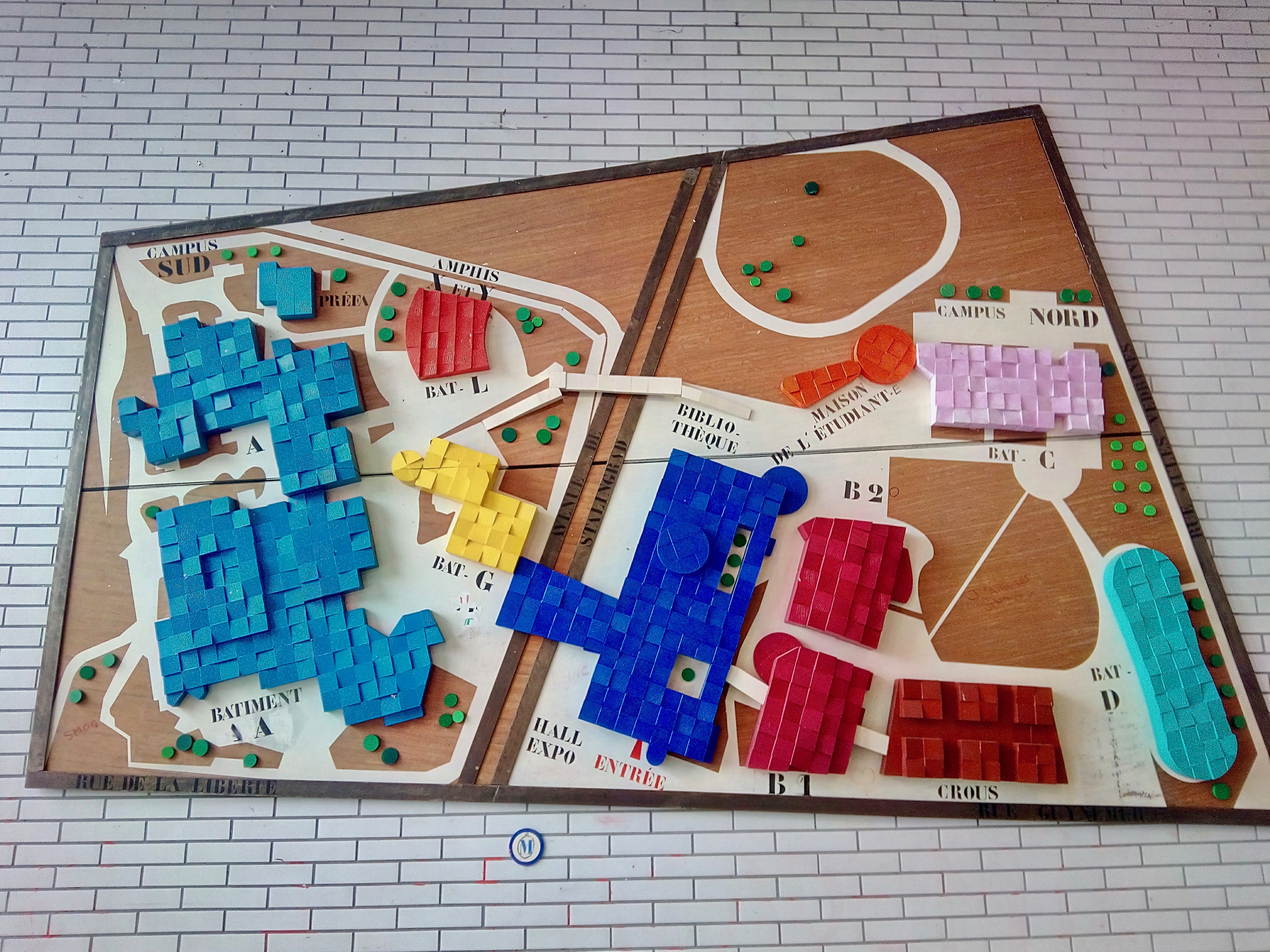
Mapa del campus de la Universitat París 8.

- Burhan Ghalioun, professor de sociología política i polític sirià
- Chokri Belaid, advocat, polític tunissià
- Esther Benbassa, acadèmica
- Solveig Dommartin, actriu i directora
- Alfredo Bryce Echenique, escriptor
- Zoe Felix, actriu
- Fatima Gallaire, escriptora
- Pierre Granche, escultor
- André Juillard, delineante, il·lustrador
- Cédric Klapisch, cineasta
- Malamine Koné, contractista
- Paul-Gilbert Langevin, musicóleg
- Jean-Jacques Lebel, artista visual, escriptor
- Régis Loisel, dibuixant i escriptor de còmics
- José Manuel López López, compositor
- Saülo Mercader, artista
- Elisabeth Roudinesco, historiadora i psicoanalista
- Hubert Sauper, director
- Guillaume Soro, primer ministre de Costa d'Ivori
- Claudia Tagbo, actriu i comediant
- Frank Tétart, geopolitóleg, professor de Sciences-Po Paris
- Éric Toussaint, Doctor en Ciències Polítiques i President del Comité per a la Cancel·lació del Deute del Tercer Món, de Bèlgica
- Christophe Willem, cantant
- Slavoj Žižek, filòsof, psicoanalista, assagista

### Doctorshonoris causa
La Universitat Paris 8, a proposta del Consell Científic, premia amb el títol de Doctor honoris causa una personalitat estrangera el compromís i treball de la qual formen part de l'esperit de la universitat.
- 2014. Archie Shepp, compositor i músic saxofonista
- 2014. Achille Mbembe, professor d'Història i Ciències Polítiques
- 2013. Abderrahmane Sissako, director, productor
- 2012. Michael Haneke, cineasta
- 2011. Elena Poniatowska, escriptora i periodista
- 2011. Tomás Segovia, escriptor i traductor
- 2009. Homi Bhabha, teòric d'estudis postcolonials
- 2009. Jean Ziegler, socióleg
- 2006. Abdou Diouf, Secretari General de la Francofonia (OIF)
- 2005. Nelson Mandela, expresidente de Sudáfrica
- 2005. Boubacar Joseph Ndiaye, conservador del Museu de Gorée (Senegal)
- 2005. Jordi Pujol, expresidente de la Generalitat de Catalunya
- 2005. Miguel Ángel Estrella, pianista i ambaixador de la República Argentina a la UNESCO
- 2004. Antanas Mockus, matemàtic, epistemóleg i polític
- 2004. Cornel West, filòsof i especialista en religions estatunidenques
- 2003. Marilena Chaui, filòsofa
- 1999. Barbara Hendricks, artista lírica
- 1999. Humberto Giannini, filòsof i escriptor xilè
- 1997. Shigehiko Hasumi, investigador en literatura francesa i crític de cine
- 1997. Youssef Chahine, director, actor, guionista i productor
- 1997. Jürgen Habermas, filòsof i sociòleg
- 1997. Richard Rorty, filòsof
- 1996. Howard Becker, sociòleg
- 1996. Emmanuel Nunes, compositor
- 1996. Ibrahim Rugova, escriptor i expresident de Kosovo

## Mitjans d'accés al campus principal

### Metro

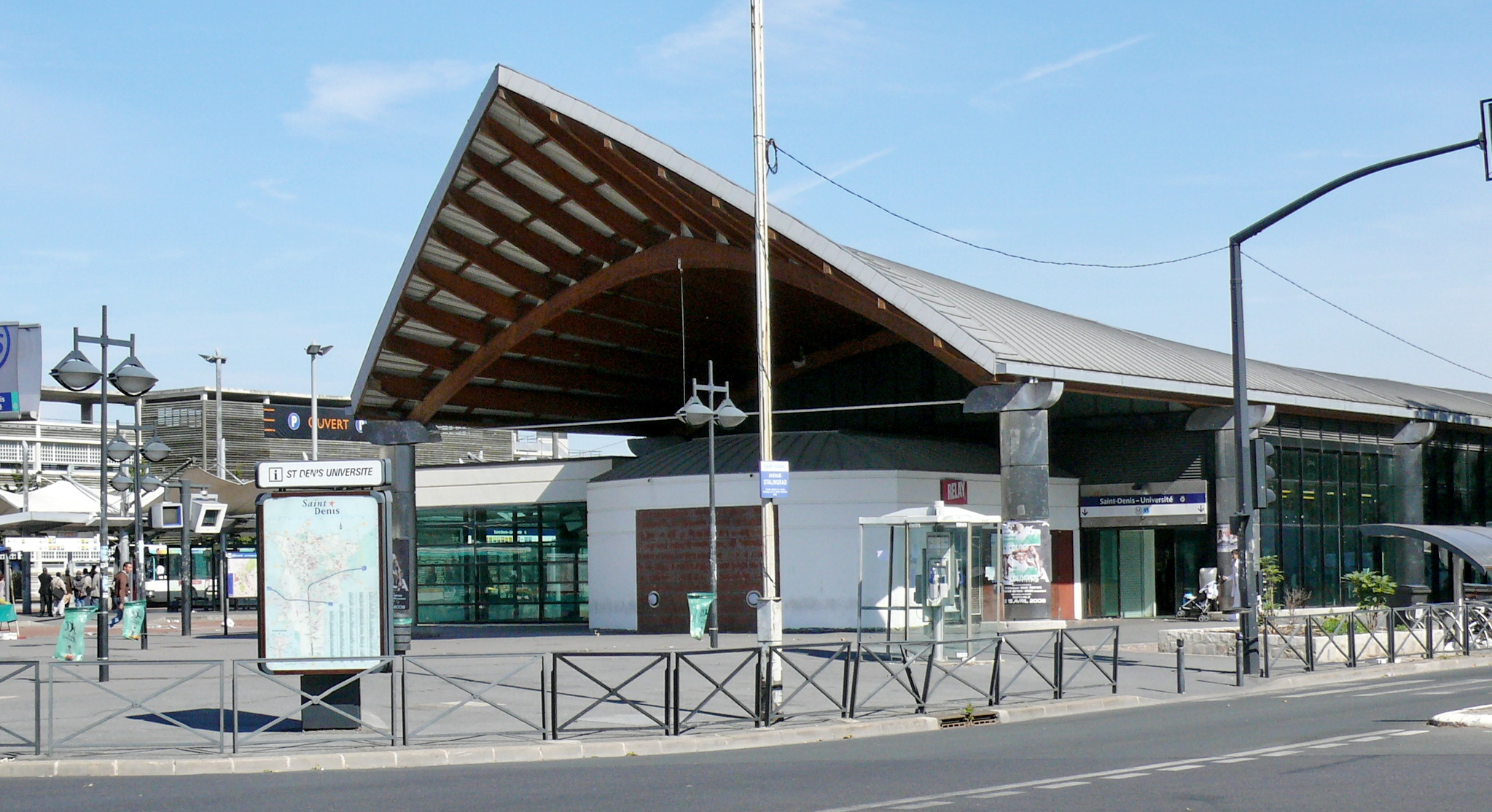
Estació Saint-Denis - Université, del metro de París

Línia 13, Châtillon Montrouge – St. Denis Université, baixant a St. Denis Université.

### Tramvia
- Línia T1, Asnières Gennevilliers/LesCourtilles – Noisy-li-Sec RER, baixar a Marché de St-Denis fins a l'autobús 255, baixant a St-Denis Université. Una altra opció és baixar a St-Denis Basilique, després agafar la línia 13 del metro fins a l'estació St-Denis Université.
- Línia T5, Garges-Sarcelles RER/SNCF – Marché de St-Denis, baixar a Guynemer, després prendre el carrer Gyunemer, 5 minuts a peu fins a la universitat París 8.[14]

### Tren i RER
- Línia de Paris-Nord, baixar a Gare de St-Denis, correspondència amb la línia d'autobús 255, baixar a St-Denis Université.
- RER línia D, Melun/Malesherbes – Orry-la-Ville, baixar a Gare de St-Denis, correspondència amb la línia de tramvia T1, baixar a Basilique de St-Denis, després el metro línia 13, baixant a St-Denis Université.[14]